# Marine One
Marine One — позывной любого летательного аппарата Корпуса морской пехоты США, на борту которого находится президент США.
Как правило, это один из 19 вертолётов авиаэскадрильи HMX-1 «Nighthawks» — либо относительно большой VH-3D, либо более современный VH-60N. Планируется, что обе эти модели заменит собой VH-71, модифицированная версия EH101. Позывной Marine Two даётся воздушному судну Корпуса морской пехоты, несущему вице-президента США.

## История
Использование вертолётов в качестве президентского транспорта началось в США в 1957 г. с полёта Дуайта Эйзенхауэра на H-13. В 1958 г. должность президентского вертолёта перешла к H-34, а в 1961 г. — к VH-3A.
До 1976 г. вертолётный транспорт для президента предоставлялся совместно Корпусом морской пехоты и сухопутными войсками США. Вертолёты сухопутных войск использовали позывной Army One.

## Общая информация
В некоторых ситуациях использование вертолёта является более удобной, дешёвой и безопасной альтернативой автомобильному кортежу.
В целях обеспечения безопасности президента Marine One всегда перемещается в группе из нескольких (иногда до пяти) внешне неотличимых вертолётов. В одном из них находится президент, другие служат ложными целями для злоумышленников. В полёте вертолёты постоянно меняются местами в строю. Кроме того, Marine One оборудован средствами инфракрасного и радиоэлектронного противодействия самонаводящимся ракетам. Весь состав авиаэскадрильи «HMX-1» должен иметь уровень доступа «Yankee White».
Marine One, как и президентский лимузин, всегда сопровождает президента в его путешествиях по США и за границей.

## Новый вертолёт VH-71 Kestrel
Вертолётный парк авиаэскадрильи «HMX-1» к настоящему времени устарел (первые вертолёты вступили в строй в 1962 г.). Вследствие этого была начата подготовка новых вертолётов, эксплуатация которых должна начаться в 2008 г., а полное развёртывание закончиться не позже 2014 г.
В качестве замены был выбран британско-итальянский AgustaWestland EH101, который будет производиться в США по лицензии под обозначением VH-71 Kestrel.
Ожидаемая стоимость замены всего парка — около 6,1 млрд долларов .